# På kirkegården i Fløng
På kirkegården i Fløng er et oliemaleri på lærred udført i 1904 af L.A. Ring.
Maleriet viser en gammel kone, der sidder på en bænk i hjørnet af kirkegården i Fløng. I baggrunden er der marker og længst ude anes Roskilde Domkirkes to spir. Konen på bænken hedder Kirsten Pedersen. Hun boede i Marbjerg og stod model for L.A. Ring, mens han malede billedet. Det sorte jernkors findes stadig på kirkegården. På korset står der: ”Jens Andersen, født 16. Februar 1854. Død 31. Januar 1866”. Men på Rings maleri står der på korset: ”Jens Andersen født 16. februar 1814. død 19. januar 1896”. Ring har altså ændret på årstallene, så den afdøde er en mand på 82 år, og ikke en dreng på 12 år.
Fløng Kirkes menighedsråd har indrettet stedet med korset som L.A. Rings Hjørne. Den lave mur til højre på maleriet findes dog ikke længere, for kirkegården blev udvidet mod vest i 1906.

## Studier
Ifølge Chr. Christensens Fortegnelse over malerier og Studier af L. A. Ring I Aarene 1880 - 1910 har Ring lavet tre studier over motivet (katalognummer 539,540 og 541).
| - Rings tre studier over motivet - Studie fra Fløng Kirkegaard. Et Træ med Efterårsløv og en Bænk ved Kirkegaardsmuren, 1904 - Et bladløst træ ved kirkegårdsmuren i Fløng, 1904 - Ung, sortklædt kvinde på en bænk, kirkegården i Fløng, 1909 |